# Русија на Европском првенству у атлетици у дворани 2013.
Русија је учествовала на 32. Европском првенству у дворани 2013 одржаном у Гетеборгу, Шведска, од 28. фебруара до 3. марта. Ово је било десето Европско првенство у дворани од 1994. године од када Русија учествује самостално под овим именом. Репрезентацију Русије представљало је 48 спортиста (23 мушкараца и 25 жена) који су се такмичили у 25 дисциплина (13 мушких и 12 женских), Представници Русије нису учествовали само у скоку увис за жене.
На овом првенству Русија је била најбоља по броју освојених медаља са укупно 14 од којих су 4 златне, 7 сребрне и 3 бронзане. Русија је прва и у мушкој конкуренцији са 8 медаља 3 златне, 3 сребрне и 2 бронзане, док је код жена била трећа са 6 медаља 1 златна, 4 сребрне и 1 бронзаном иза Уједињеног Краљевства и Украјине, које су имале укупно медаља мање од Русије, али по 3 су биле златне. У табели успешности према броју и пласману такмичара који су учествовали у финалним такмичењима (првих 8 такмичара) Русија је са 27 финалиста била убедљиво прва са 145 бодова, за 46 више од другопласираног Уједињеног Краљевства.

## Учесници
| Дисциплина   | Спортисти                                                             | Спортисти                                                           |
| Дисциплина   | Мушкарци                                                              | Жене                                                                |
| ------------ | --------------------------------------------------------------------- | ------------------------------------------------------------------- |
| 60 м         | Александар Бредњев                                                    | Јулија Кацура                                                       |
| 400 м        | Павел Тринихин                                                        | Ксенија Усталова                                                    |
| 800 м        | Иван Несторов                                                         | Јелена Котулска                                                     |
| 1.500 м      | Јегор Николајев                                                       | Светлана Подосенова Јелена Соболева Ана Шагина                      |
| 3.000 м      | Андреј Сафронов                                                       | Јелена Коропкина Наталија Аристархова                               |
| 60 м препоне | Сергеј Шубенков Константин Шабанов Aleksey Dryomin                    | Светлана Топилина Јулија Кондакова                                  |
| 4 x 400 м    | Павел Тренихин² Јуриј Трамбовецки Константин Свечкар Владимир Краснов | Олга Товарнова Татјана Вешкурова Надежда Котљарова Ксенија Задорина |

| Дисциплина   | Спортисти                                         | Спортисти                                               |
| Дисциплина   | Мушкарци                                          | Жене                                                    |
| ------------ | ------------------------------------------------- | ------------------------------------------------------- |
| Скок увис    | Сергеј Мудров Дмитриј Семјонов Алексеј Дмитрик    | —                                                       |
| Скок мотком  | Антон Ивакин                                      | Анжелика Сидорова Анастасија Савченко Ангелина Краснова |
| Скок удаљ    | Александар Мењков                                 | Дарија Клишина Олга Кучеренко                           |
| Троскок      | Алексеј Фјодоров Руслан Самитов                   | Вероника Мосина Ирина Гумењук Викторија Долгачева       |
| Бацање кугле | Александар Буланов Максим Сидоров Валериј Кокојев | Јевгенија Колодко Ирина Тарасова                        |
| Петобој      |                                                   | Јекатерина Бољшова                                      |
| Седмобој     | Иља Шкурењов Артем Лукјаненко                     | —                                                       |

## Освајачи медаља (14)

### Злато (4)
- Сергеј Шубенков — 60 м
- Сергеј Мудров — скок увис
- Александар Мењков — скок удаљ
- Дарија Клишина — скок удаљ

### Сребро (6)
- Павел Тренихин, Јуриј Трамбовецки
Константин Свечкар, Владимир Краснов — 4 х 400 м
- Алексеј Дмитрик — скок увис
- Руслан Самитов — троскок
- Јелена Котулска — 800 м
- Олга Товарнова, Татјана Вешкурова
Надежда Котљарова,Ксенија Задорина — 4 х 400 м
- Ирина Гумењук — Троскок
- | Јевгенија Колотко — бацање кугле ДИСК. чл.32,2[1]

### Бронза (3)
- Павел Треникин — 400 м
- Алексеј Фјодоров — Троскок
- Анжелика Сидорова — скок мотком

## Резултати

### Мушкарци
| Атлетичар                                                             | Дисциплина   | Лични рекорд | Квалификације | Квалификације | Полуфинале           | Полуфинале    | Финале               | Финале      | Детаљи |
| Атлетичар                                                             | Дисциплина   | Лични рекорд | Резултат      | Место         | Резултат             | Место         | Резултат             | Место       | Детаљи |
| --------------------------------------------------------------------- | ------------ | ------------ | ------------- | ------------- | -------------------- | ------------- | -------------------- | ----------- | ------ |
| Александар Бредњев                                                    | 60 м         | 6,66         | 6,68          | 3. у гр 3 КВ  | 6,75                 | 7. у пф. 2    | Није се квалификовао | 14/22       |        |
| Павел Тринихин                                                        | 400 м        | 46,09        | 46,65         | 1 у гр. 2 КВ  | 46,00 ЕРС            | 1. у пф. 2    | 46,70                |             |        |
| Иван Нестеров                                                         | 800 м        | 1:47,69      | 1:49,78       | 3 у гр. 1.    | 1:50,53              | 5 у гр. 1     | Није се квалификовао | 11 /26 (28) |        |
| Јегор Николајев                                                       | 1.500 м      | 3:38,36      | 3:43,58       | 3. у гр. 3    |                      |               | Није се квалификовао | 11/24       |        |
| Андреј Сафронов                                                       | 3.000 м      | 7:48,49      | 7:59,17       | 7. у гр. 1 КВ | 8:15,37              | 12/20 (22)    |                      |             |        |
| Сергеј Шубенков                                                       | 60 м препоне | 7,50         | 7,52          | 1 у гр. 3 КВ  | 7,52                 | 1. у пф. 2    | 7,49 СРС, ЛР         |             |        |
| Константин Шабанов                                                    | 60 м препоне | 7,52         | 7,69          | 3 у гр. 4 КВ  | 7,63                 | 3. у пф. 1 КВ | 7,66                 | 8 /24       |        |
| Aleksey Dryomin                                                       | 60 м препоне | 7,69         | 7,76          | 4. у гр. 1 кв | 7,79                 | 7. у пф. 1    | Није се квалификовао | 15 / 27     |        |
| Павел Тренихин² Јуриј Трамбовецки Константин Свечкар Владимир Краснов | 4 х 400 м    | 3:04.82 НР   |               |               |                      |               | 3:06,96              |             |        |
| Сергеј Мудров                                                         | Скок увис    | 2,34         | 2,28          | 1 у гр. А кв  |                      |               | 2,35 ЛР              |             |        |
| Алексеј Дмитрик                                                       | Скок увис    | 2,36         | 2,28          | 3 у гр. Б кв  | 2,33                 |               |                      |             |        |
| Дмитриј Семјонов                                                      | Скок увис    | 2,30         | 2,18          | 7 у гр. А     | Није се квалификовао | 15 / (26) 27  |                      |             |        |
| Антон Ивакин                                                          | Скок мотком  | 5,65         | БП            | БП            | НЗ                   | НЗ            |                      |             |        |
| Александар Мењков                                                     | Скок удаљ    | 8,24         | 8,22 =ЕРС     | 1 у гр. А КВ  | 8,28 СРС             |               |                      |             |        |
| Алексеј Фјодоров                                                      | Троскок      | 17,05        | 16,82         | 2 КВ          | 17,30 ЛР             |               |                      |             |        |
| Руслан Самитов                                                        | Троскок      | 17,06        | 16,66         | 6 КВ          | 17,12 ЛР             |               |                      |             |        |
| Александар Буланов                                                    | Бацање кугле | 19,86        | 19,92 ЛР      | 4. КВ         | 19,70                | 6 / 24        |                      |             |        |
| Максим Сидоров                                                        | Бацање кугле | 20,98        | 19,58         | 12.           | Није се квалификовао | 12 / 24       |                      |             |        |
| Валериј Кокојев                                                       | Бацање кугле | 20,46        | 20,09         | 13.           | Није се квалификовао | 13 / 24       |                      |             |        |

- Такмичари штафете означени бројем су учествовали у још неким дисциплинама.

Седмобој
| Дисциплина   | Артем Лукјаненко | Артем Лукјаненко | Артем Лукјаненко | Артем Лукјаненко | Артем Лукјаненко | Артем Лукјаненко |
| Дисциплина   | Лич. рек.        | Резултат         | Бод.             | Плас.            | Укупно           | Плас.            |
| ------------ | ---------------- | ---------------- | ---------------- | ---------------- | ---------------- | ---------------- |
| 60 м         | 6,99             | 6,90 ЛР          | 918              | 4.               |                  |                  |
| Скок удаљ    | 7,54             | 7,20             | 682              | 11.              | 1.780            | 9.               |
| Бацање кугле | 15,38            | 14,81            | 778              | 4.               | 2.558            | 6.               |
| Скок увис    | 2,06             | 2,05             | 850              | 3.               | 3.315            | 8.               |
| 60 м препоне | 7,78             | 7,93             | 999              | 3.               | 4.423            | 5.               |
| Скок мотком  | 5,04             | 4,70             | 819              | 8.               | 5.143            | 6.               |
| 1.000 м      | 2:44,82          | 2:45,79          | 810              | 8.               |                  |                  |
| Седмобој     | 6,071            |                  |                  |                  | 5.953            | 7 / 13 (15)      |

| Дисциплина   | Иља Шкурењов | Иља Шкурењов | Иља Шкурењов | Иља Шкурењов | Иља Шкурењов | Иља Шкурењов |
| Дисциплина   | Лич. рек.    | Резултат     | Бод.         | Плас.        | Укупно       | Плас.        |
| ------------ | ------------ | ------------ | ------------ | ------------ | ------------ | ------------ |
| 60 м         | 7,04         | 7,05         | 865          | 10           |              |              |
| Скок удаљ    | 7,54         | 7,36         | 900          | 8            | 1.765        | 11.          |
| Бацање кугле | 14,40        | 13,54        | 700          | 11.          | 2.465        | 11.          |
| Скок увис    | 2,06         | 1,96         | 767          | 10.          | 3.325        | 7.           |
| 60 м препоне | 8,06         | 8,22         | 927          | 10.          | 4.242        | 7.           |
| Скок мотком  | 5,20         | 5,20 =ЛР     | 972          | 3.           | 5.214        | 5.           |
| 1.000 м      | 2:41,65      | 2:46,36      | 804          | 9            |              |              |
| Седмобој     | 5.985        |              |              |              | 6,018 ЛР     | 5 / 13 (15)  |

### Жене
| Атлетичар                                                           | Дисциплина   | Лични рекорд | Квалификације | Квалификације | Полуфинале             | Полуфинале            | Финале                | Финале       | Детаљи |
| Атлетичар                                                           | Дисциплина   | Лични рекорд | Резултат      | Место         | Резултат               | Место                 | Резултат              | Место        | Детаљи |
| ------------------------------------------------------------------- | ------------ | ------------ | ------------- | ------------- | ---------------------- | --------------------- | --------------------- | ------------ | ------ |
| Јулија Кацура                                                       | 60 м         | 7,20         | 7,36          | 6. у гр. 1 кв | 7,43                   | 8. у пф. 1            | Није се квалификовала | 15 / 23,24   |        |
| Ксенија Усталова                                                    | 400 м        | 51,31        | 52,23         | 2. у гр. 2КВ  | НЗ                     | НЗ                    | НЗ                    | НЗ           |        |
| Јелена Котулска                                                     | 800 м        | 1:59,63      | 2:02,35       | 1. у гр. 1.   | 2:03,05                | 1 у пф.2              | 2:00,98               |              |        |
| Светлана Подосенова                                                 | 1.500 м      | 4:10,47      | 4:12,41       | 3. у др. 2 кв |                        |                       | 4:16,32               | 5 / 19 (20)  |        |
| Јелена Соболева                                                     | 1.500 м      | 3:58,28 НР   | 4:12,61       | 3. у гр. 1 кв | 4:16,50                | 6 / 19 (20)           |                       |              |        |
| Ана Шагина                                                          | 1.500 м      | 4:09,95      | 4:14,89       | 3. у гр. 3    | Није се квалификовала' | 11 / 19 (20)          |                       |              |        |
| Јелена Коропкина                                                    | 3.000 м      | 8:50,76      | 9:09.37       | 7. у гр. 1    | Није се квалификовала  | 13 / 15               |                       |              |        |
| Наталија Аристархова                                                | 3.000 м      | 8:50,76      | 9:09.37       | 7. у гр. 1    | Није се квалификовала  | 13 / 15               |                       |              |        |
| Светлана Топилина                                                   | 60 м препоне | 7,93         | 8,20          | 7. у гр. 2    | Није се квалификовала  | Није се квалификовала | Није се квалификовала | 24 / 29 (30) |        |
| Јулија Кондакова                                                    | 60 м препоне | 7,93         | 8,04 ЛРС      | 3. у гр. 3 КВ | 8,03 ЛРС               | 4. у пф. 2 КВ         | 8,08                  | 8 / 29 (30)  |        |
| Олга Товарнова Татјана Вешкурова Наталија Назарова Ксенија Задорина | 4 х 400 м    | 3:23,37 НР   |               |               |                        |                       | 3:28,18               |              |        |
| Анастасија Савченко                                                 | Скок мотком  | 4,71         | 4,56          | 1. КВ         |                        |                       | 4,37                  | =5 / 20      |        |
| Анжелика Сидорова                                                   | Скок мотком  | 4,56         | 4,56 =ЛР      | 4. КВ         | 4,62 ЛР                |                       |                       |              |        |
| Ангелина Жук-Краснова                                               | Скок мотком  | 4,72         | 4,46          | 5. кв         | 4,37                   | =5 / 20               |                       |              |        |
| Дарија Клишина                                                      | Скок удаљ    | 6,87         | 6,62          | 1. КВ         | 7,01 СРС ЛР            |                       |                       |              |        |
| Олга Кучеренко                                                      | Скок удаљ    | 7,00         | 6,54          | 6. кв         | 6,62                   | 6 / 19                |                       |              |        |
| Ирена Гумењук                                                       | Троскок      | 14,48        | 14,30         | 2. КВ         | 14,30                  |                       |                       |              |        |
| Вероника Мосина                                                     | Троскок      | 14,30        | 14,17         | 4. кв         | 14,21                  | 4 / 19 (21)           |                       |              |        |
| Викторија Долгачева                                                 | Троскок      | 14,41        | 13,83         | 9             | Није се квалификовала  | 9 / 19 (21)           |                       |              |        |
| Јевгенија Колодко                                                   | Бацање кугле | 19,47        | 18,05         | 4. КВ         | 19,04                  |                       |                       |              |        |
| Ирина Тарасова                                                      | Бацање кугле | 18,76        | 18,23         | 3 КВ          | 18,31 ЛРС              | 5 / 16                |                       |              |        |

Петобој
| Дисциплина   | Јекатерина Бољшова | Јекатерина Бољшова | Јекатерина Бољшова | Јекатерина Бољшова | Јекатерина Бољшова | Јекатерина Бољшова |
| Дисциплина   | Лич. рек.          | Резултат           | Бод.               | Плас.              | Укупно             | Плас.              |
| ------------ | ------------------ | ------------------ | ------------------ | ------------------ | ------------------ | ------------------ |
| 60 м препоне | 8,41               | 8,61               | 993                | 9.                 |                    |                    |
| Скок увис    | 1,92               | 1,76               | 953                | 8.                 | 1.946              | 8.                 |
| Бацање кугле | 13,79              | 12,00              | 661                | 13.                | 2.607              | 12.                |
| Скок удаљ    | 6,57               | НС                 | 0                  |                    | НЗ                 |                    |
| 800 м        | 2:10,53            | -                  | -                  | -                  |                    |                    |
| Петобој      | 4.896.             |                    |                    |                    | 0                  | НЗ                 |